# Eupithecia nepetata
Eupithecia nepetata är en fjärilsart som beskrevs av Paul Mabille 1869. Eupithecia nepetata ingår i släktet Eupithecia och familjen mätare. Inga underarter finns listade i Catalogue of Life.